# Nathan Arkley
Nathan Arkley (nascido em 27 de outubro de 1994) é um atleta paralímpico que representou a Austrália nos Jogos Paralímpicos de Verão de 2012, onde conquistou a medalha de bronze no revezamento 4x400 m masculino das categorias T53 e T54.